# Geschützter Landschaftsbestandteil Kerbrinne mit Ufergehölz und Weidegrünland
Der Geschützte Landschaftsbestandteil Kerbrinne mit Ufergehölz und Weidegrünland mit 3,89 Hektar Flächengröße liegt westlich von Oelinghauser Heide im Stadtgebiet von Arnsberg im Hochsauerlandkreis. Die Fläche wurde 1998 mit dem Landschaftsplan Arnsberg durch den Kreistag des Hochsauerlandkreises als Geschützter Landschaftsbestandteil (LB) mit Namen LB Kerbrinne mit Ufergehölz und Obstweide und einer Flächengröße von 4,04 Hektar ausgewiesen. 2021 wurde der LB bei der Neuaufstellung des Landschaftsplans mit neuem Namen und verkleinert erneut ausgewiesen.

## Beschreibung
Beim LB handelt es sich um meist tief eingeschnittenen Bachrinnen die von einem Erlen-Ufergehölz gesäumt werden. Im Westen verlaufen die Bäche ohne begleitendes Ufergehölz durch das einbezogenes Weidegrünland, auf dem vereinzelte Obstbäume und einige Eschen stehen. Südlich des Weges befindet sich eine Obstweide mit einigen Eschen.
Der Landschaftsplan führte 1998 zum Wert des LB aus: „Die beweidete, tief eingeschnittene Bachrinne mit jungem Erlen-Ufergehölz hat lokale Bedeutung vor allem für Amphibien und Wasserinsekten. Diese Fläche hat zudem lokale Bedeutung vor allem für Kleinsäuger und Insekten.“

## Schutzgrund, Verbote und Gebote
Der Geschützte Landschaftsbestandteile haben laut Landschaftsplan eine besondere Funktion für die Gliederung und Belebung des Landschaftsbildes bzw. des umgebenden Offenlandes. Es kommt solchen Objekten in der Regel eine erhöhte Bedeutung als Bruthabitat für Hecken- und Gebüschbrüter zu. Laut Landschaftsplan sind Geschützte Landschaftsbestandteile im Plangebiet durch seinen eigenständigen Charakter deutlich von der sie umgebenden „normalen“ Wald- und Feld-Landschaft zu unterscheiden.
Wie bei allen LB ist es verboten diese zu beschädigen, auszureißen, auszugraben oder Teile davon abzutrennen oder auf andere Weise in seinem Wachstum oder Erscheinungsbild zu beeinträchtigen. Unberührt ist jedoch die ordnungsgemäße Pflege eines LB.
Das LB soll laut Landschaftsplan „durch geeignete Pflegemaßnahmen erhalten werden, solange der dafür erforderliche Aufwand in Abwägung mit ihrer jeweiligen Bedeutung für Natur und Landschaft gerechtfertigt ist.“